# Bourdonnay
Ne doit pas être confondu avec Bourdonné.
Bourdonnay est une commune française située dans le département de la Moselle, en région Grand Est. Le principal écart est le hameau de Marimont.

## Géographie
La commune fait partie du Saulnois, du parc naturel régional de Lorraine et de la ZNIEFF du pays des étangs.

### Hydrographie
La commune est située dans le bassin versant du Rhin au sein du bassin Rhin-Meuse. Elle est drainée par le canal de la Marne au Rhin, le canal de flottage des Salines, le ruisseau de Gueblange, le ruisseau de Bru, le ruisseau de la Gamirotte, le ruisseau de l'Étang des Moines, le ruisseau de l'Étang Harmand et le ruisseau du Neuf Etang.
Le canal de la Marne au Rhin, d'une longueur totale de 314 km, et 178 écluses à l'origine, relie la Marne (à Vitry-le-François) au Rhin (à Strasbourg). Par le canal latéral de la Marne, il est connecté au réseau navigable de la Seine vers l'Île-de-France et la Normandie.
Le canal de flottage des Salines, d'une longueur totale de 15,8 km, prend sa source dans la commune  et se jette  dans la Seille en limite de Marsal et de Moyenvic, après avoir traversé huit communes.
Le ruisseau de Gueblange, d'une longueur totale de 16,6 km, prend sa source dans la commune de Maizières-lès-Vic et se jette  dans la Seille à Blanche-Église face à la commune de Mulcey, après avoir traversé six communes.

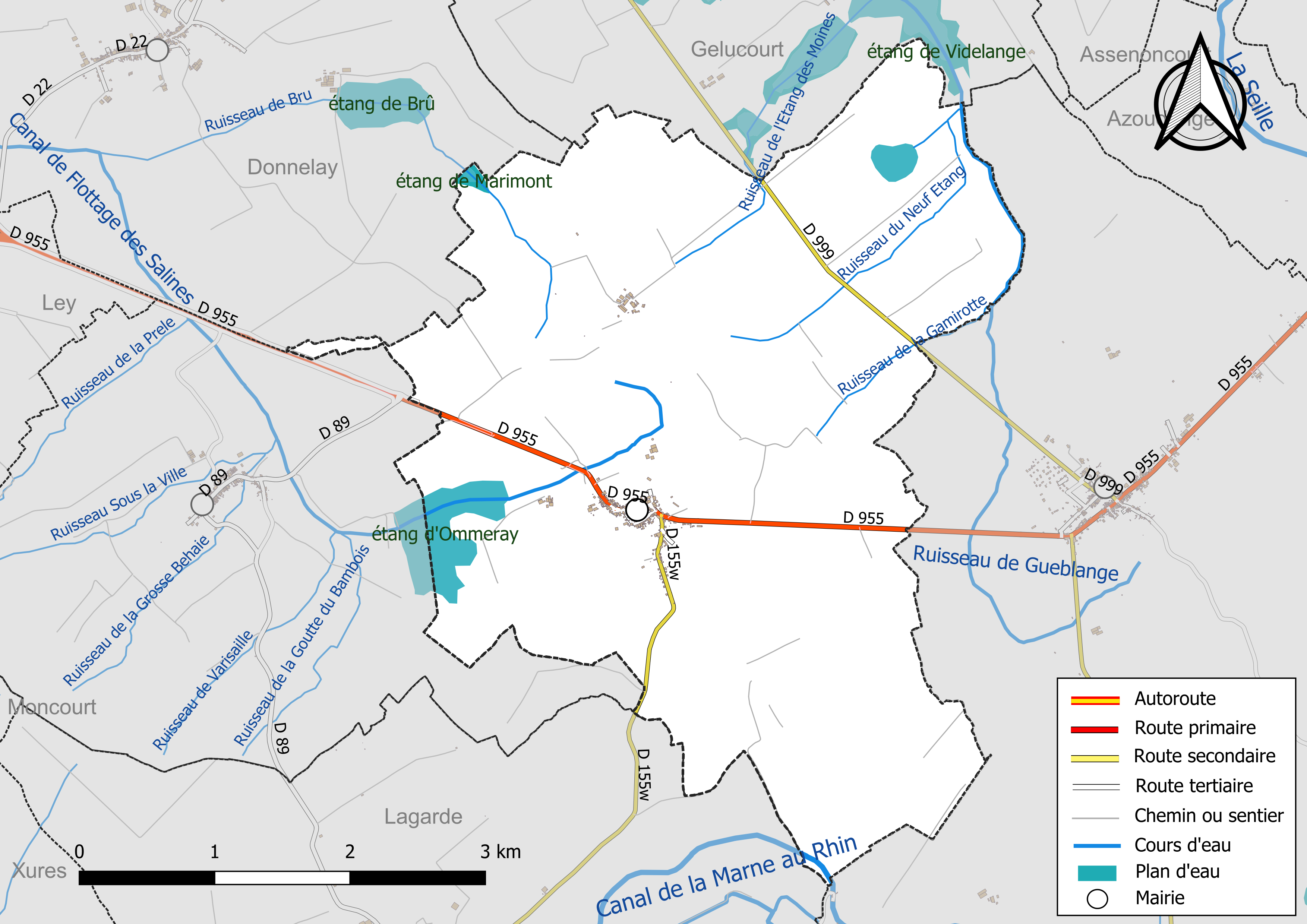
Réseaux hydrographique et routier de Bourdonnay.

La qualité des eaux des principaux cours d’eau de la commune, notamment du canal de la Marne au Rhin, du canal de Flottage des Salines et du ruisseau de Gueblange, peut être consultée sur un site spécial géré par les agences de l’eau et l’Agence française pour la biodiversité.

### Climat
Pour des articles plus généraux, voir Climat du Grand Est et Climat de la Moselle.
En 2010, le climat de la commune est de type climat des marges montargnardes, selon une étude du Centre national de la recherche scientifique s'appuyant sur une série de données couvrant la période 1971-2000. En 2020, Météo-France publie une typologie des climats de la France métropolitaine dans laquelle la commune est exposée à un climat semi-continental et est dans une zone de transition entre les régions climatiques « Lorraine, plateau de Langres, Morvan » et « Vosges ». 
Pour la période 1971-2000, la température annuelle moyenne est de 9,9 °C, avec une amplitude thermique annuelle de 16,9 °C. Le cumul annuel moyen de précipitations est de 898 mm, avec 12,1 jours de précipitations en janvier et 9,4 jours en juillet. Pour la période 1991-2020, la température moyenne annuelle observée sur la station météorologique de Météo-France la plus proche, « Rodalbe », sur la commune de Rodalbe à 21 km à vol d'oiseau, est de 10,6 °C et le cumul annuel moyen de précipitations est de 737,2 mm. 
La température maximale relevée sur cette station est de 38,7 °C, atteinte le 24 juillet 2019 ; la température minimale est de −18,1 °C, atteinte le 26 décembre 2010,,. 
Les paramètres climatiques de la commune ont été estimés pour le milieu du siècle (2041-2070) selon différents scénarios d'émission de gaz à effet de serre à partir des nouvelles projections climatiques de référence DRIAS-2020. Ils sont consultables sur un site spécial publié par Météo-France en novembre 2022.

## Urbanisme

### Typologie
Au 1er janvier 2024, Bourdonnay est catégorisée commune rurale à habitat dispersé, selon la nouvelle grille communale de densité à sept niveaux définie par l'Insee en 2022.
Elle est située hors unité urbaine. Par ailleurs la commune fait partie de l'aire d'attraction de Dieuze, dont elle est une commune de la couronne,. Cette aire, qui regroupe 31 communes, est catégorisée dans les aires de moins de 50 000 habitants,.

### Occupation des sols
L'occupation des sols de la commune, telle qu'elle ressort de la base de données européenne d’occupation biophysique des sols Corine Land Cover (CLC), est marquée par l'importance des territoires agricoles (76,9 % en 2018), en diminution par rapport à 1990 (78,5 %). La répartition détaillée en 2018 est la suivante : 
terres arables (45,2 %), prairies (31,7 %), forêts (16,5 %), milieux à végétation arbustive et/ou herbacée (3,2 %), zones urbanisées (1,7 %), eaux continentales (1,5 %), zones humides intérieures (0,2 %). L'évolution de l’occupation des sols de la commune et de ses infrastructures peut être observée sur les différentes représentations cartographiques du territoire : la carte de Cassini (XVIIIe siècle), la carte d'état-major (1820-1866) et les cartes ou photos aériennes de l'IGN pour la période actuelle (1950 à aujourd'hui).

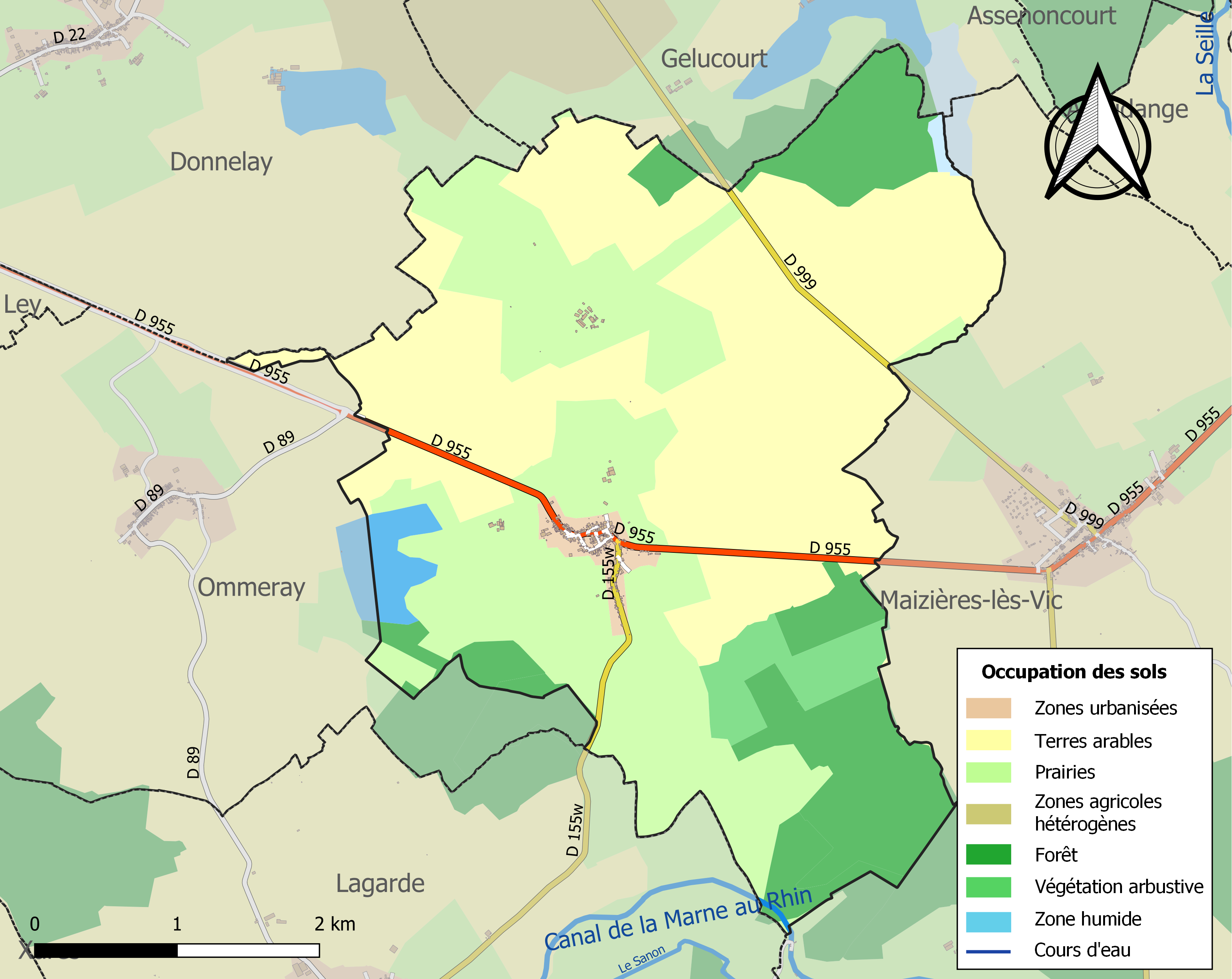
Carte des infrastructures et de l'occupation des sols de la commune en 2018 (CLC).

## Toponymie
La toponymie du village vient du nom de personne gaulois Bourdonus avec le suffixe -arium, la dénomination Bourdenniers est attestée en 1256. Il s'est ensuite appelé Bourdonniers (1256), Bourdonier (1306), Bourdeney (1352), Portenach (XIVe siècle), Bortnach (1455), Bortnachen (1460), Borthenachen (1461), Borenach (XVe siècle), Bourdonney (1801).
En allemand : Bordenach, Bortenach (1915-1918).

### Sobriquet
Les Cagneux, cette appellation s’applique à des personnes marchant de travers ou celles qui font intentionnellement les boiteux pour apitoyer le public, sobriquet sombré dans l'oubli après 1870.

## Histoire
Cette ancienne seigneurie des comtes de Réchicourt dépendait de la principauté épiscopale de Metz. Le village a été entièrement détruit pendant la guerre de Trente Ans et n'a été reconstruit qu'au début du XVIIIe siècle.
En 1790, la province de Lorraine est découpée en départements et la commune est rattachée à la Meurthe. La commune a été un chef-lieu de canton en 1790, avant que celui-ci ne fusionne avec le canton de Vic-sur-Seille vers 1801. Le canton de Bourdonnay regroupait les communes de Bezange-la-Petite, Coincourt, Donnelay, Lagarde, Ley, Maizières-lès-Vic, Moncourt, Ommeray Hellocourt et Xures.
En 1791 Marie-Anne Collot-Falconet, achète le domaine de Marimont qui comptait 316 hectares. Sa fille Marie Lucie Collot/Falconet, née en 1778 à Saint-Pétersbourg, épouse le baron Antoine-Stanislas-Nicolas-Pierre-Fourrier De Jankovitz De Jeszenicze en 1792. Le baron est né le 7 juillet 1763 à Lunéville. Son parrain est Stanislas Leszczynski, dont son père Joseph est l'intendant. Le couple a un fils unique, mais 9 janvier 1830 leur fils unique, Anselme-Stanislas-Firmin-Léon Jankovitz, docteur en droit, lieutenant de louveterie à peine âgé de 24 ans a, dans une chasse aux loups, le genou fracassé par une balle de son fusil, le coup étant parti inopinément au moment où il remontait à cheval. Il meurt dans d’atroces souffrances le 22 janvier au château de Marimont. Il est en premier enterré au cimetière du village Bourdonnay.
En 1842, le couple adopte un neveu en Hongrie, Vincent-Ferdinand-Joseph Jankovitz. Vincent épouse en 1846 à Versailles Louise-Simone-Félicie de Vaulchier du Deschaux, fille d’un ancien préfet et ex-directeur général des postes.
En 1843, la baron fait construire sur les ruines d’une tour du château médiéval une crypte funéraire. En 1847, les restes d’Anselme sont transférés dans la crypte.
Marie Anne Collot décède à Nancy le 24 février 1821 et est enterrée à la crypte funéraire.
Le baron Antoine Jankovitz décède à Versailles le 6 juin 1847, ses restes sont transférés dans la crypte funéraire. La baronne Marie Lucie De Jankovitz décède à Versailles en 1866. Elle repose dans le crypte de Marimont.
Le couple Vincent et Louise Simone De Jankovitz reposent au cimetière de Bourdonnay, dans la tombe qui avait été faite pour Anselme-Stanislas-Firmin-Léon Jankovitz.
Une tour de Chappe a été en service entre 1798 et 1852 sur la butte de Marimont. Elle servait de relais entre Lezey et Languimberg sur la ligne Paris-Strasbourg.
En 1871, le village est annexé au district de Lorraine et prend en 1915 le nom allemand de Bortenach. Le village est rebaptisé Bourdonnay à la fin de la Première Guerre mondiale. Il est alors intégré, comme le reste de l'arrondissement de Château-Salins, au département de la Moselle.

## Politique et administration
| Période                                  | Période   | Identité            | Étiquette | Qualité |
| ---------------------------------------- | --------- | ------------------- | --------- | ------- |
| Les données manquantes sont à compléter. |           |                     |           |         |
|                                          | 1989      | Alexandre Rousselot |           |         |
| mars 1989                                | 2001      | Gilbert Picard      |           |         |
| mars 2001                                | mars 2008 | René Coffe          |           |         |
| mars 2008                                | Mai 2020  | Alain Chateaux      |           |         |
| mai 2020                                 | En cours  | Armelle Barbier     |           |         |

## Démographie
L'évolution du nombre d'habitants est connue à travers les recensements de la population effectués dans la commune depuis 1793. Pour les communes de moins de 10 000 habitants, une enquête de recensement portant sur toute la population est réalisée tous les cinq ans, les populations de référence des années intermédiaires étant quant à elles estimées par interpolation ou extrapolation. Pour la commune, le premier recensement exhaustif entrant dans le cadre du nouveau dispositif a été réalisé en 2006.

En 2022, la commune comptait 246 habitants, en évolution de +6,96 % par rapport à 2016 (Moselle : +0,52 %, France hors Mayotte : +2,11 %).
| 1793 | 1800 | 1806 | 1821  | 1831  | 1836 | 1841 | 1846 | 1851 |
| ---- | ---- | ---- | ----- | ----- | ---- | ---- | ---- | ---- |
| 670  | 844  | 970  | 1 004 | 1 047 | 631  | 966  | 984  | 991  |

| 1856 | 1861 | 1871 | 1875 | 1880 | 1885 | 1890 | 1895 | 1900 |
| ---- | ---- | ---- | ---- | ---- | ---- | ---- | ---- | ---- |
| 865  | 829  | 751  | 696  | 639  | 586  | 595  | 606  | 600  |

| 1905 | 1910 | 1921 | 1926 | 1931 | 1936 | 1946 | 1954 | 1962 |
| ---- | ---- | ---- | ---- | ---- | ---- | ---- | ---- | ---- |
| 580  | 560  | 505  | 476  | 398  | 413  | 337  | 379  | 372  |

| 1968 | 1975 | 1982 | 1990 | 1999 | 2006 | 2011 | 2016 | 2021 |
| ---- | ---- | ---- | ---- | ---- | ---- | ---- | ---- | ---- |
| 357  | 313  | 272  | 215  | 239  | 254  | 261  | 230  | 241  |

| 2022 | - | - | - | - | - | - | - | - |
| ---- | - | - | - | - | - | - | - | - |
| 246  | - | - | - | - | - | - | - | - |

La seigneurie appartint jusqu'à la Révolution aux comtes de Réchicourt et fut érigée en baronnie.  Village détruit au cours de la guerre de Trente ans et abandonné.  Reconstruit au début 18e.

## Culture locale et patrimoine

### Héraldique
| Blason de Bourdonnay | Blason  | De gueules au bourdon d'or posé en pal, accosté de deux saumons adossés d'argent. |
| Blason de Bourdonnay | Détails |                                                                                   |

### Lieux et monuments

#### Édifices civils
- Vestiges du château de Marimont du XVe siècle : il est inscrit aux monuments historiques depuis le 24 décembre 1991[28]. Il possède une chapelle funéraire de la famille Jankovitz[29] de style néoclassique construite vers 1837 où repose Marie-Anne Collot.

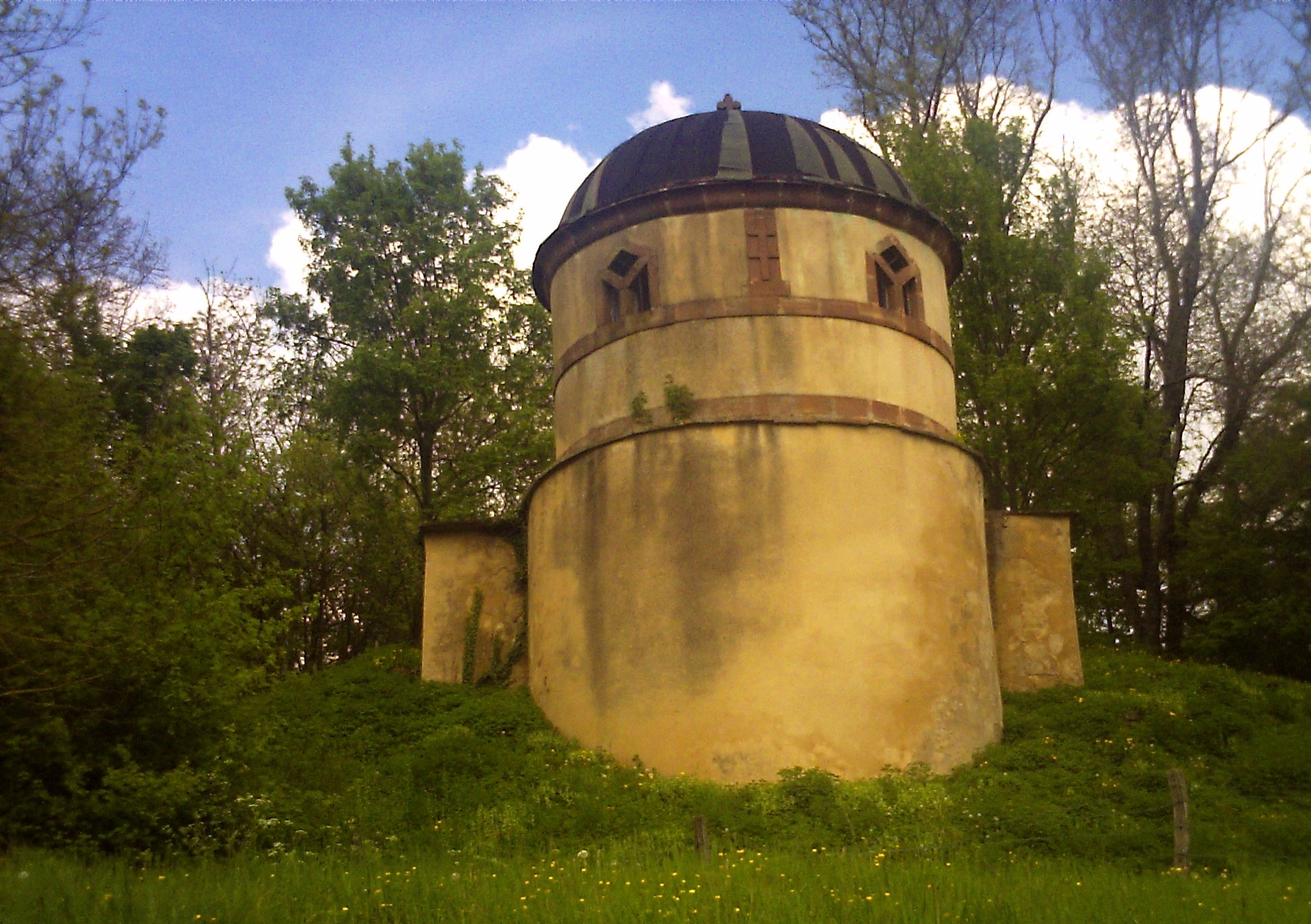
Chapelle de Marimont.

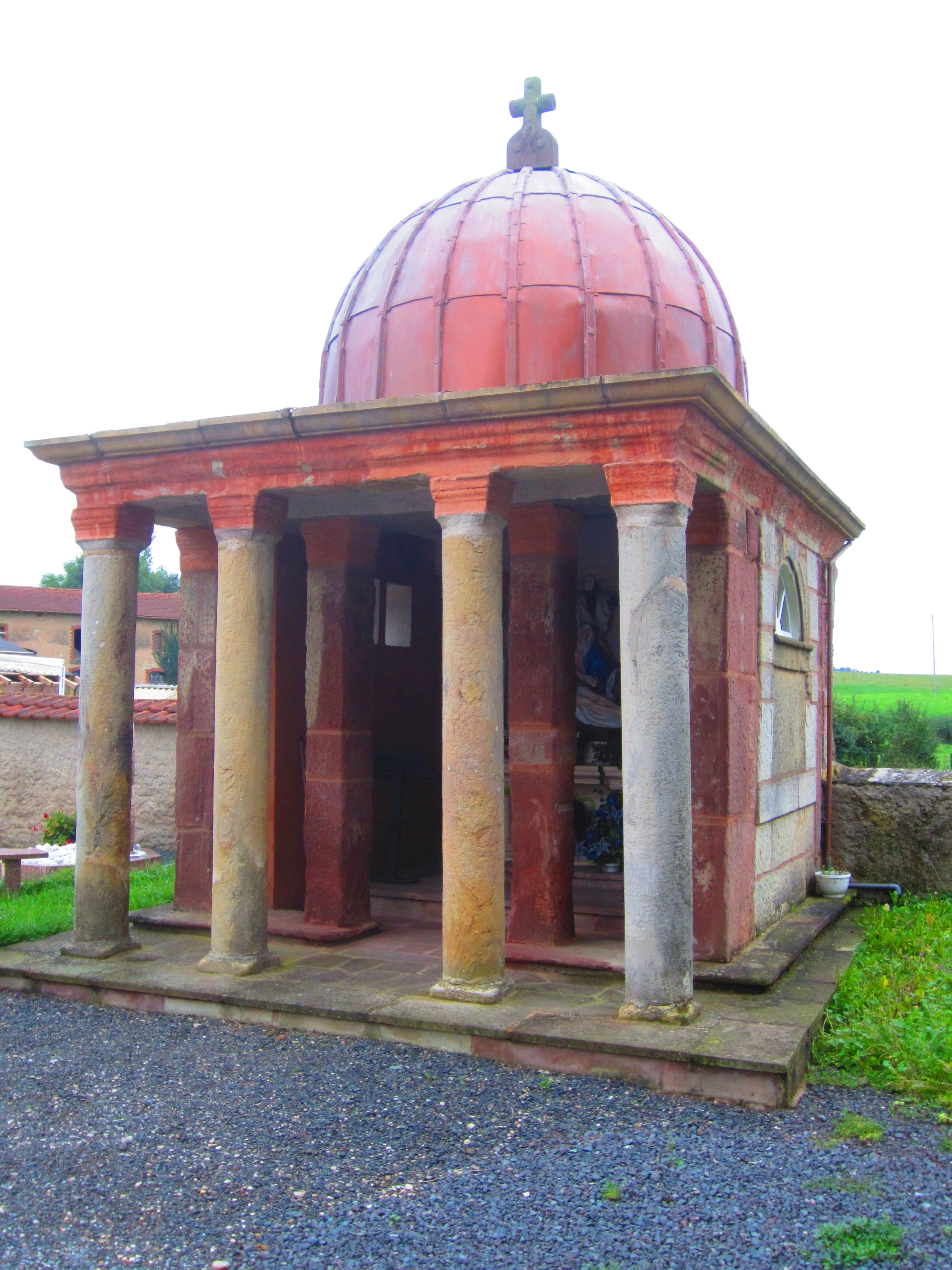
Chapelle Notre-Dame-de-Pitié au cimetière.

- Ancienne école des filles (1839) située au 1, rue Principale.
- Guéoir de 1864 en forme de fer à cheval encore alimenté en eau par un ruisseau et une fontaine. Autrefois utilisé pour les chevaux, c'est aujourd'hui un lieu de détente et une aire de pique-nique situé à l'entrée du village au bord de la route d'Ommeray.

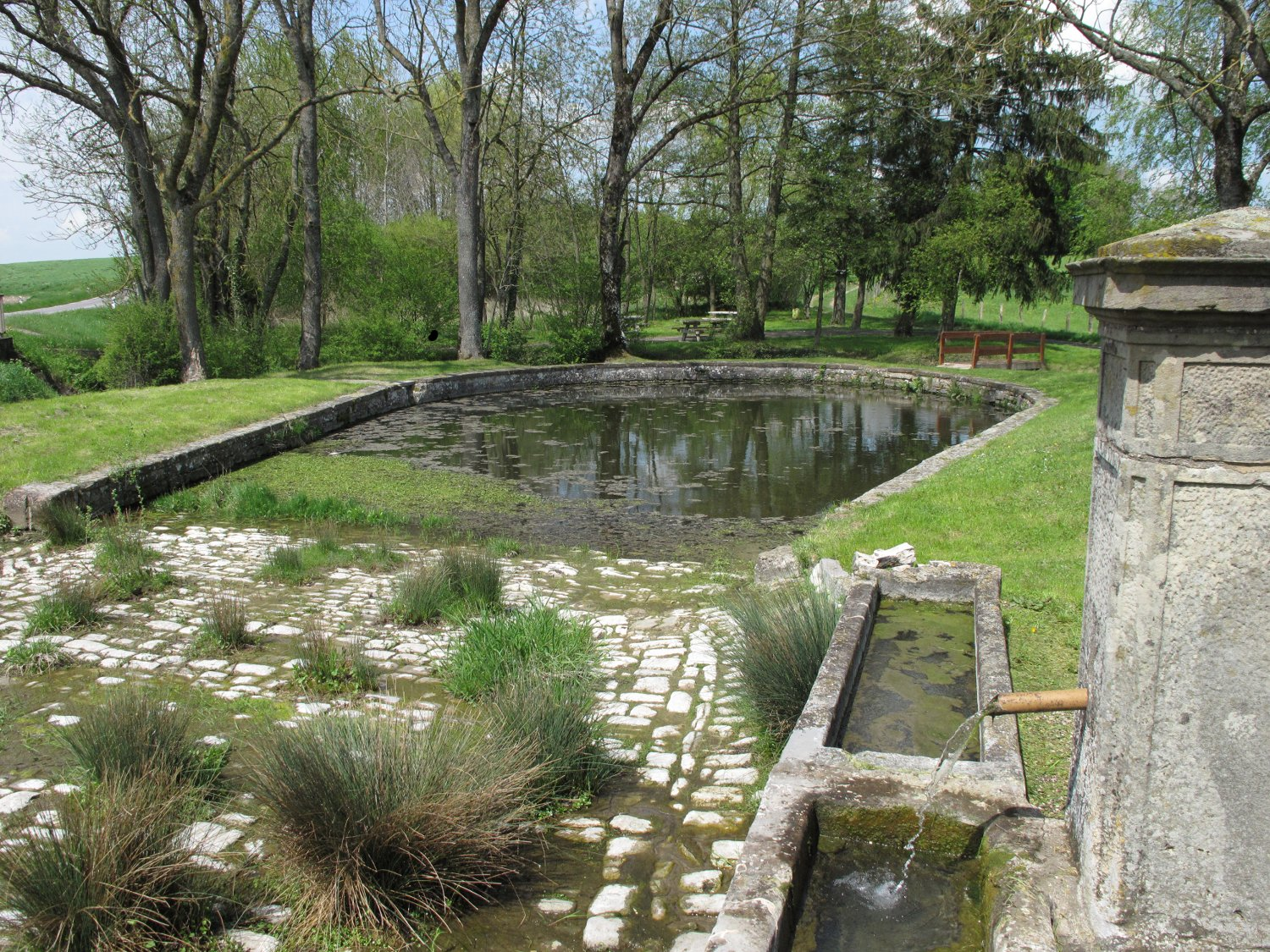
Guéoir de Bourdonnay, 57810.

- Croix de chemin : 1801-1802 sur le chemin de Marimont, 1827 sur la route de Lezey, début XIXe sur la route de Maizières-lès-Vic.
- Maisons ouvrières du XIXe siècle aux 116, 118 route de Lagarde.
- Fermes : 1762 au 77, rue Principale, 1801 au no 78, XIXe siècle aux no 61,87, 96 et 103.
- Mairie-école datant de la transition XVIII-XIXe siècle.

#### Édifices religieux
- Église Saint-Remi, moderne, construite en 1960 (date portée par la pierre de fondation encastrée dans le mur ouest) sur les plans de l'architecte Pierre Pagnon en remplacement de l'ancienne église détruite par un commando SS. C’est la seule église à pan unique du Saulnois. Sa hauteur a été contenue à l’échelle des façades qui l’entouraient. Ses vitraux sont de Pierre Gaudin, qui est également intervenu sur la cathédrale de Metz.
- Chapelle de Marimont : un projet de restauration[30] soutenu par la Fondation du patrimoine est en cours
- Chapelle ronde du cimetière Notre-Dame-de-Pitié.

### Personnalités liées à la commune
- Jean-Sébastien DIEULIN (Xures 1794, + Nancy1847), curé de Bourdonnay de 1819 à 1834, puis Vicaire-général de Mgr l'évêque de Nancy de 1834 à 1847.
- Marie-Anne Collot (1748-1821), sculptrice, enterrée sur son domaine de Marimont à Bourdonnay..
- Arthur Benoit, érudit, historien et archéologue, né en 1828.
- [Le Très Honoré Frère Athanase Émile]  XX° successeur de Saint Jean Baptiste de la Salle : né Louis Arthur RITIMANN à Bourdonnay le 06 août 1880 décédé à Rome le 10 septembre 1952 https://www.chapelle-marimont-bourdonnay.org/
- Wilhelm Schaeffler (1908-1980) et son frère Georg (1917-1996) sont nés tous deux au domaine de Marimont dont leur père était administrateur à l’époque du Reichsland. Ils sont les fondateurs de Schaeffler, équipementier automobile et d’autres industries, et l'un des plus grands fabricants de roulements mécaniques au monde.